# Kevin Broll
Kevin Broll (* 23. August 1995 in Mannheim) ist ein deutscher Fußballtorhüter.
Er stand zu Beginn seiner Karriere in der Regionalliga Südwest beim SV Waldhof Mannheim und beim FC 08 Homburg unter Vertrag, bevor er in die 3. Liga zur SG Sonnenhof Großaspach wechselte und dort vier Jahre spielte. Danach lief Broll von 2019 bis 2022 für Dynamo Dresden, mit dem er 2020 aus der 2. Bundesliga abstieg und ein Jahr später den sofortigen Wiederaufstieg schaffte. Nach dem direkten Wiederabstieg wechselte er 2022 nach Polen zu Górnik Zabrze und Ende Januar 2023 wechselte er zurück nach Dresden. 

## Hintergrund
Kevin Broll ist ein Sohn polnischer Eltern. Sein Großvater Artur Janus war ebenfalls Fußballspieler und wurde mit FKS Stal Mielec im Jahr 1973 polnischer Meister.

## Laufbahn
Kevin Broll begann das Fußballspielen in der Jugend des Ludwigshafener SC. Im September 2001 wechselte er in die Jugend des SV Waldhof Mannheim. Er bestritt für die B-Jugend des SV Waldhof insgesamt elf Spiele in der B-Junioren-Bundesliga Süd/Südwest und ein Spiel für die A-Jugend im DFB-Junioren-Vereinspokal. Zur Saison 2013/14 wurde er in den Kader der ersten Mannschaft berufen, blieb dort jedoch ohne Einsatz.
In der folgenden Saison wechselte Broll zum Ligakonkurrenten FC 08 Homburg, bei dem er einen Zweijahresvertrag unterzeichnete. Am 24. Spieltag der Saison 2014/15 gab er beim Auswärtsspiel gegen die SpVgg Neckarelz sein Debüt in der Regionalliga. Insgesamt absolvierte er für den FC Homburg sieben Ligaspiele.
Broll nutzte eine Option in seinem Vertrag, die es ihm ermöglichte, ablösefrei zu wechseln, und unterzeichnete zur Saison 2015/16 einen Einjahresvertrag bei der SG Sonnenhof Großaspach. Im Kader von Rüdiger Rehm war Broll zweiter Torwart hinter Christopher Gäng. Am 7. Spieltag der Saison 2015/16 gab er beim Spiel gegen den Halleschen FC sein Debüt im Profifußball, als er in der 8. Spielminute für den verletzten Gäng eingewechselt wurde. Das Spiel endete 0:0. Auch die folgenden acht Partien der Hinrunde bestritt er. Nach dem Abgang von Christopher Gäng wurde Broll zur Saison 2016/17 die neue Nummer 1 im Tor der Großaspacher.
Nach 122 Drittligapartien für Großaspach schloss sich der Torhüter zur Saison 2019/20 Dynamo Dresden an, wo er einen bis Juni 2022 gültigen Vertrag erhielt und den abgewanderten Stammkeeper Markus Schubert ersetzt. In Sachsen erkämpfte er sich einen Stammplatz und kam zu 33 Zweitligaspielen, konnte allerdings den Abstieg in die 3. Liga nicht verhindern. Broll blieb bei Dynamo und stieg mit dem Verein ein Jahr später umgehend wieder in die 2. Bundesliga auf. Jedoch mussten die Sachsen wiederum ein Jahr später erneut den Gang in die 3. Liga antreten.
Daraufhin verließ Broll Dynamo Dresden und wechselte im Sommer 2022 nach Polen zu Górnik Zabrze, wo er einen Einjahresvertrag unterschrieb. Ende Januar 2023 kehrte er nach Dresden zurück. Im Sommer 2024 verließ er den Verein. Mitte August 2024 schloss sich Broll dem zyprischen Erstliga-Aufsteiger Omonia 29is Maoiu an.